# Zagórów
Zagórów (deutsch Zagorow, 1943–1945 Hinterberg) ist eine Stadt im Powiat Słupecki der Woiwodschaft Großpolen in Polen. Sie ist Sitz der gleichnamigen Stadt-und-Land-Gemeinde mit 8878 Einwohnern (Stand 31. Dezember 2020).

## Gemeinde
Zur Stadt-und-Land-Gemeinde (gmina miejsko-wiejska) Zagórów gehören die Stadt selbst und 29 Dörfer mit Schulzenämtern.

## Partnerschaften
- Herne, Deutschland
- Vilnius, Litauen